# Take My Heart (You Can Have It If You Want It)
«Take My Heart (You Can Have It If You Want It)» es una canción de la banda estadounidense Kool & the Gang, lanzada en octubre de 1981 como el segundo sencillo de su álbum Something Special.
En Estados Unidos fue el sexto sencillo número uno en la lista Hot Black Singles del grupo, durante una semana. En el Billboard Hot 100 alcanzó el puesto 17 y en la Dance Club Songs el 16. En Reino Unido llegó al puesto 29 en la UK Singles Chart y en Nueva Zelanda al 41.

## Lista de canciones
sencillo 7" (Estados Unidos De Lite DE 815)
A "Take My Heart (You Can Have It If You Want It)" - 3:59
B "Just Friends" - 4:23
sencillo 7" (Reino Unido De Lite DE 6)
A "Take My Heart (You Can Have It If You Want It)" - 3:45
B "Caribbean Festival" - 3:43

## Posicionamiento en listas
| Lista (1981–1982)                     | Máxima posición |
| ------------------------------------- | --------------- |
| Alemania (Offizielle Deutsche Charts) | 39              |
| Estados Unidos (Billboard Hot 100)    | 17              |
| Estados Unidos (Hot Black Singles)    | 1               |
| Estados Unidos (Dance Club Songs)     | 16              |
| Nueva Zelanda (Recorded Music NZ)     | 41              |
| Reino Unido (UK Singles Chart)        | 29              |